# Друэ, Юбер
Юбе́р Друэ́ (фр. Hubert Drouais; 5 мая 1699 года, Понт-Одеме — 9 февраля 1767 года, Париж) — французский живописец-миниатюрист, портретист стиля рококо во Франции эпохи правления короля Людовика XV.

## Биография
Родоначальник знаменитой семьи французских портретистов, сын Жана Друэ (фр. Jean Drouais), отец знаменитого портретиста стиля рококо Франсуа-Юбера Друэ (1727—1775); его внук — живописец школы Жака Луи Давида Жан Жермен Друэ (1763—1788).
Сын Анны Талон и живописца Жана Друэ, Юбер был привлечён к той же профессии и получил первые уроки от отца, который отправил его учиться в Руан, а затем в Париж к Франсуа де Труа. Во время поездки в столицу Франции он смог оплатить поездку только деньгами, заработанными в дороге, настолько был беден.
Через своего учителя Друэ был с великой традицией портретного искусства А. Ван Дейка. Вскоре он приобрёл навыки, которые позволили ему считаться одним из первых художников портретного жанра в Париже. Он писал маслом, акварелью, рисовал пастелью и создал множество портретных миниатюр. Особенно часто изображал маркизу де Помпадур и благодаря ей имел много заказчиков среди придворных короля. Юбер портретировал принцев и принцесс, а также актрис Комеди Франсез и певиц оперы: мадемуазель Готье, мадемуазель Пелисье, ла Госсен, ла Камарго.
Юбер Друэ был принят в Королевскую академию живописи и скульптуры 29 ноября 1730 года. Когда он умер на улице Орти, его похороны отслужили в церкви Сен-Рош. У него было двое детей от Маргариты Люсюрье, на которой он женился 22 февраля 1727 года. Его сын Франсуа-Юбер, первым учителем которого он был, и его внук Жан Жермен также стали живописцами-портретистами, как и он, и в старости он имел удовлетворение разделить успех, который заслужил его сын, ставший членом Академии живописи.

## Галерея

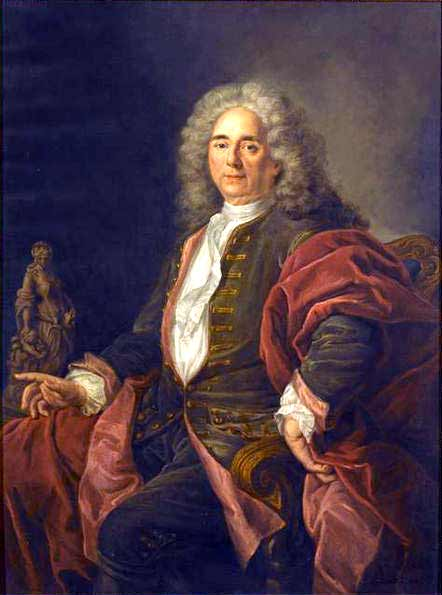
Портрет скульптора Робера Ле Лоррена. До 1731. Холст, масло. Лувр, Париж
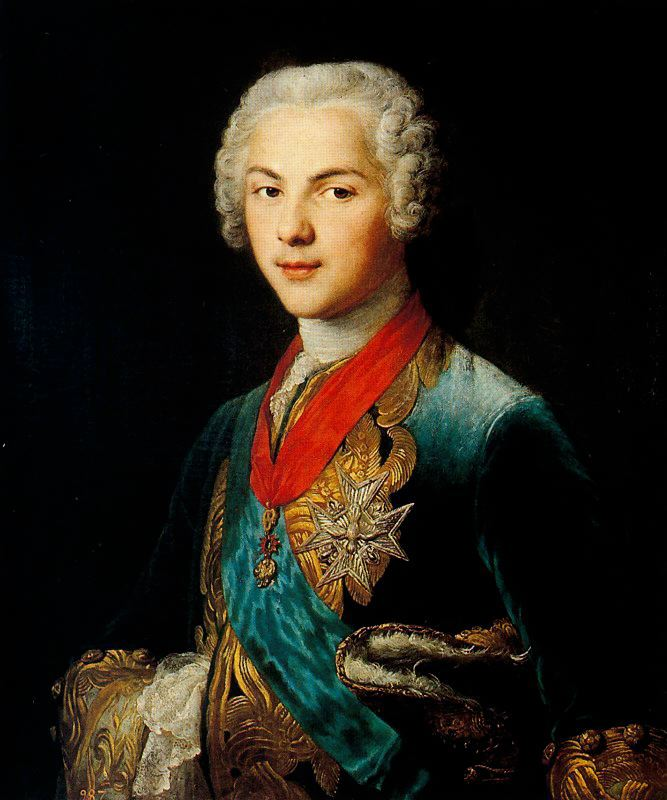
Портрет Людовика, дофина Франции (по оригиналу М. К. де Латура). Ок. 1745. Холст, масло. Прадо, Мадрид
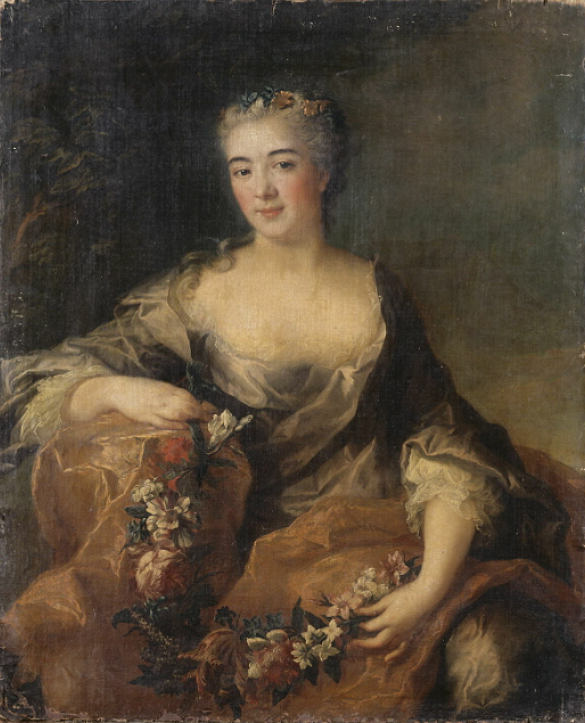
Мадемуазель Мари Пелисье в роли Флоры. 1732. Холст, масло. Лувр, Париж
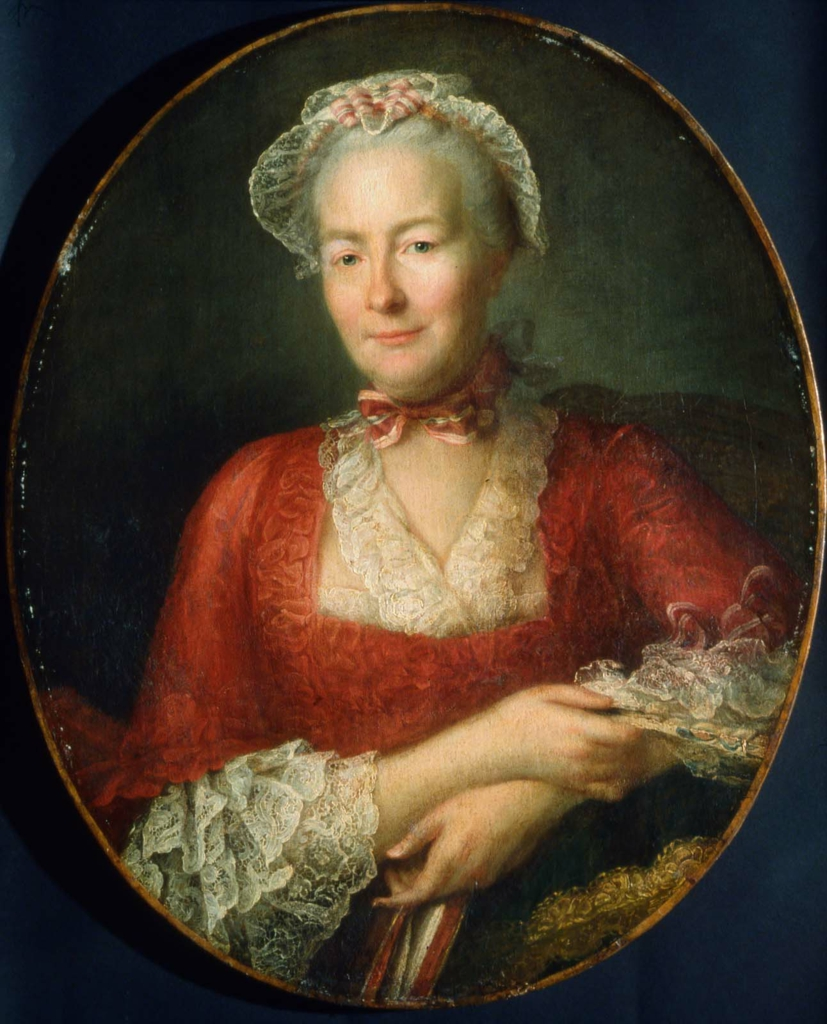
Портрет женщины. Холст, масло. Музей изящных искусств, Бостон, США
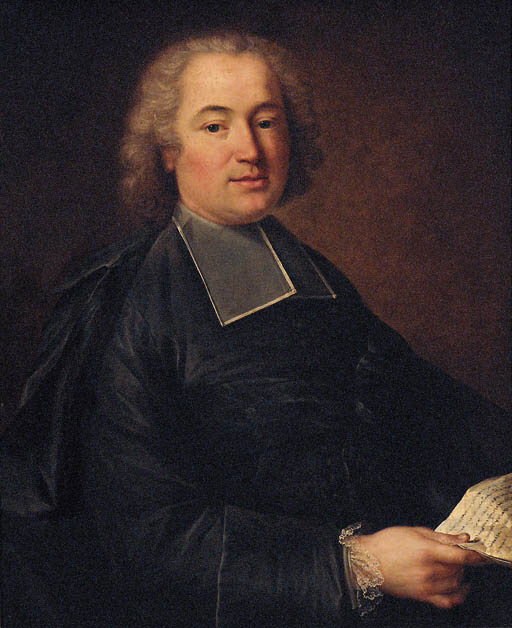
Портрет священника с письмом в руках. Холст, масло. Частное собрание